# Francis Llacer
Francis Llacer (ur. 2 marca 1972 w Lagny-sur-Marne) – piłkarz francuski grający na pozycji bocznego obrońcy. Po zakończeniu kariery został trenerem i od 2009 roku prowadzi Paris Saint-Germain.

## Kariera klubowa
Karierę piłkarską Llacer rozpoczął w klubach Chalifert i CS Meaux. W 1985 roku został zawodnikiem Paris Saint-Germain. W 1988 roku awansował do kadry pierwszego zespołu, a 22 lipca 1988 zadebiutował w Ligue 1 w zremisowanym 3:3 wyjazdowym meczu z OGC Nice. W 1994 roku osiągnął z Paris Saint-Germain swój pierwszy sukces w karierze, gdy wywalczył mistrzostwo Francji. W 1995 roku zdobył z PSG Puchar Francji, a w 1996 roku - ponownie puchar oraz Puchar Ligi Francuskiej. Latem 1996 został na rok wypożyczony do RC Strasbourg. W 1997 roku wrócił do paryskiego klubu, w którym grał do 1999 roku.
W 1999 roku Llacer przeszedł do AS Saint-Étienne. Po roku gry w tym klubie odszedł do drugoligowego Montpellier HSC. W 2001 roku awansował z nim do Ligue 1. Następnie wrócił do Paris Saint-Germain. W stołecznym klubie grał do 2003 roku i wtedy też zakończył karierę piłkarską.
| Sezon   | Klub                | Kraj    | Rozgrywki | Mecze | Bramki |
| ------- | ------------------- | ------- | --------- | ----- | ------ |
| 1988/89 | Paris Saint-Germain | Francja | Ligue 1   | 17    | 0      |
| 1989/90 | Paris Saint-Germain | Francja | Ligue 1   | 7     | 0      |
| 1990/91 | Paris Saint-Germain | Francja | Ligue 1   | 21    | 1      |
| 1991/92 | Paris Saint-Germain | Francja | Ligue 1   | 9     | 0      |
| 1992/93 | Paris Saint-Germain | Francja | Ligue 1   | 9     | 0      |
| 1993/94 | Paris Saint-Germain | Francja | Ligue 1   | 23    | 1      |
| 1994/95 | Paris Saint-Germain | Francja | Ligue 1   | 28    | 1      |
| 1995/96 | Paris Saint-Germain | Francja | Ligue 1   | 28    | 1      |
| 1996/97 | RC Strasbourg       | Francja | Ligue 1   | 14    | 0      |
| 1997/98 | Paris Saint-Germain | Francja | Ligue 1   | 14    | 0      |
| 1998/99 | Paris Saint-Germain | Francja | Ligue 1   | 15    | 0      |
| 1999/00 | AS Saint-Étienne    | Francja | Ligue 1   | 19    | 0      |
| 2000/01 | Montpellier HSC     | Francja | Ligue 2   | 19    | 1      |
| 2001/02 | Paris Saint-Germain | Francja | Ligue 1   | 12    | 0      |
| 2002/03 | Paris Saint-Germain | Francja | Ligue 1   | 13    | 0      |